# Martina Miceli
Martina Miceli (Roma, 22 ottobre 1973) è un'ex pallanuotista e allenatrice di pallanuoto italiana, vincitrice della medaglia d'oro ai giochi olimpici di Atene 2004.

## Biografia
Ha iniziato a giocare nella Polisportiva Casal Palocco di Roma, dal 1988 al 1990 in Serie A. Dal 1990 al 1993 è stata alla Racing Roma, per poi passare all'Orizzonte Catania, squadra con la quale conquista quattro scudetti ed una coppa dei campioni oltre ad arrivare una volta in finale. Nel 1997 si trasferisce alla Polisportiva Mediterraneo Catania, nel doppio incarico allenatrice delle giovanili-giocatrice, con cui rimase fino al 2001. Nel 2002 è al Pescara, nel 2004 gioca per la McDonald's Firenze e nel 2005 torna all'Orizzonte per vincere altri cinque scudetti, una Coppa Italia, due Coppe dei Campioni (competizione nella quale giungerà per altre due volte in finale) ed una Supercoppa LEN.
Ritiratasi dall'attività agonistica al termine della stagione 2011-12, rimane però nei quadri della società etnea come allenatrice, incarico che aveva già ricoperto nell'ultimo periodo del 2012, quando aveva sostituito Pierluigi Formiconi sulla panchina dell'Orizzonte Catania. 
Nel 2019 ha allenato la nazionale italiana femminile alle Universiadi.

## Palmarès

### Giocatrice

#### Club
- Campionato italiano: 9

Orizzonte Catania: 1993-94, 1994-95, 1995-96, 1996-97, 2005-06, 2007-08, 2008-09, 2009-10, 2010-11
- Coppe Italia: 1

Orizzonte Catania: 2011-12
- LEN Champions Cup: 3

Orizzonte Catania: 1993-94, 2005-06, 2007-08
- Supercoppa LEN: 1

Orizzonte Catania: 2008

#### Nazionale
- Olimpiadi

Atene 2004: 
- Mondiali

Roma 1994: 
Perth 1998: 
Fukuoka 2001: 
Barcellona 2003: 
- Coppa del Mondo

Catania 1993: 
Winnipeg 1999: 
Tianjin 2006: 
- World League

Long Beach 2004: 
Cosenza 2006: 
- Europei

Atene 1991: 
Vienna 1995: 
Siviglia 1997: 
Prato 1999: 
Budapest 2001: 
Lubiana 2003: 
Belgrado 2006: 

### Allenatrice

#### Club
- Campionato italiano: 6

Orizzonte Catania: 2018-19, 2020-21, 2021-22, 2022-23, 2023-24, 2024-25
- Coppe Italia: 4

Orizzonte Catania: 2012-13, 2017-18, 2020-21, 2022-23
- FIN Cup: 1

Orizzonte Catania: 2017-18
- Coppe LEN: 1

Orizzonte Catania: 2019
- Supercoppa LEN: 1

Orizzonte Catania: 2018-19

#### Nazionale
- Universiadi

Napoli 2019: 